# Дэниелс, Роберт
Ро́берт Дэ́ниелс (англ. Robert Daniels; род. 30 августа 1966, Хайалиа) — американский боксёр, представитель первой тяжёлой весовой категории. Боксировал на профессиональном уровне в период 1984—2012 годов, владел титулами чемпиона мира по версиям таких организаций как WBA, IBC, IBO, WBF, IBA.

## Биография
Роберт Дэниелс родился 30 августа 1966 года в городе Хайалиа штата Флорида, США.
Дебютировал в боксе на профессиональном уровне в марте 1984 года, выиграв у своего соперника нокаутом уже в первом раунде. В третьем поединке потерпел поражение по очкам от дебютанта Эрика Холли, однако затем долгое время шёл без поражений, в частности завоевал титул чемпиона штата Флорида в первой тяжёлой весовой категории.
Имея в послужном списке 17 побед и только одно поражение, в 1989 году Дэниелс удостоился права оспорить вакантный титул чемпиона мира в первом тяжёлом весе по версии Всемирной боксёрской ассоциации (WBA). Чемпионский бой с другим претендентом Дуайтом Мохаммедом Кави (32-6-1) состоялся во Франции и продлился все отведённые 12 раундов — в итоге судьи раздельным решением отдали победу Дэниелсу.
Полученный чемпионский пояс сумел защитить два раза, лишился его в рамках третьей защиты в марте 1991 года, проиграв раздельным судейским решением соотечественнику Бобби Чезу (37-5).
В июне 1994 года в бою за титул чемпиона США встретился с непобеждённым россиянином Сергеем Кобозевым (16-0-1) и проиграл досрочно в восьмом раунде.
Впоследствии сделал достаточно длинную серию побед в рейтинговых поединках, а также завоевал титулы чемпиона мира по версиям Международного боксёрского совета (IBC) и Международной боксёрской организации (IBO).
В 2000 году его впечатляющая победная серия прервалась двумя поражениями — решением судей от Лоуренса Клей-Бея (10-0) и нокаутом от Дэвида Туа (36-1).
В 2001 и 2003 годах добавил в послужной список титулы чемпиона мира по версиям Всемирной боксёрской федерации (WBF) и Международной боксёрской ассоциации (IBA) соответственно.
В декабре 2003 года уступил единогласным решением судей Джермеллу Барнсу (15-3), при этом на кону стоял титул чемпиона Североамериканской боксёрской организации (NABO).
В июне 2004 года встретился с канадцем Дейлом Брауном (30-3-1) в бою за вакантные титулы чемпиона NABO и NABF, но проиграл раздельным судейским решением.
Оставался действующим профессиональным боксёром вплоть до 2007 года, после чего завершил спортивную карьеру.
В 2012 году вернулся в профессиональный бокс ради боя с пуэрториканцем Виктором Бисбалем (19-1), однако проиграл ему техническим нокаутом в третьем раунде — на этом поражении окончательно ушёл из бокса. В общей сложности на профи-ринге Дэниелс провёл 61 бой, из них 49 выиграл (в том числе 41 досрочно), 10 проиграл, тогда как в одном случае была зафиксирована ничья.